# Solenopsis lou
Solenopsis lou är en myrart som beskrevs av Auguste-Henri Forel 1902. Solenopsis lou ingår i släktet eldmyror, och familjen myror. Inga underarter finns listade i Catalogue of Life.